# Stockach
Stockach est une ville située dans la partie méridionale de l'Allemagne, dans la région du Hegau. Elle fait partie de l'arrondissement de Constance, dans le land de Bade-Wurtemberg. La commune est constituée de la ville de Stockach proprement dite et d'une dizaine de villages qui sont notamment : Espasingen, Zizenhausen, Seelfingen, Hoppetenzell ou encore Raithhaslach.

## Histoire
| Appartenances historiques Archiduché d'Autriche 1465–1805 Électorat de Wurtemberg 1803–1806 Royaume de Wurtemberg 1806–1810 Grand-duché de Bade 1810–1918 République de Weimar 1918–1933 Reich allemand 1933–1945 Allemagne occupée 1945–1949 Allemagne 1949–présent |

## Site historique
La ville a laissé son nom à deux batailles :
- le 25 mars 1799, les troupes françaises de Jean-Baptiste Jourdan sont défaites par les troupes autrichiennes de l'archiduc Charles Louis d'Autriche à la première bataille de Stockach ;
- le 3 mai 1800 (12 floréal de l'an VIII), la seconde bataille de Stockach voit la victoire des Français de Moreau.

## Personnalités liées
- Curtius (1737-1794), sculpteur sur cire, maitre de Marie Tussaud ;
- Emil Lugo (1840-1902), peintre, dessinateur et graveur ;
- Daniel Grunenberg (* 1988), chanteur du groupe Glasperlenspiel.

## Jumelages

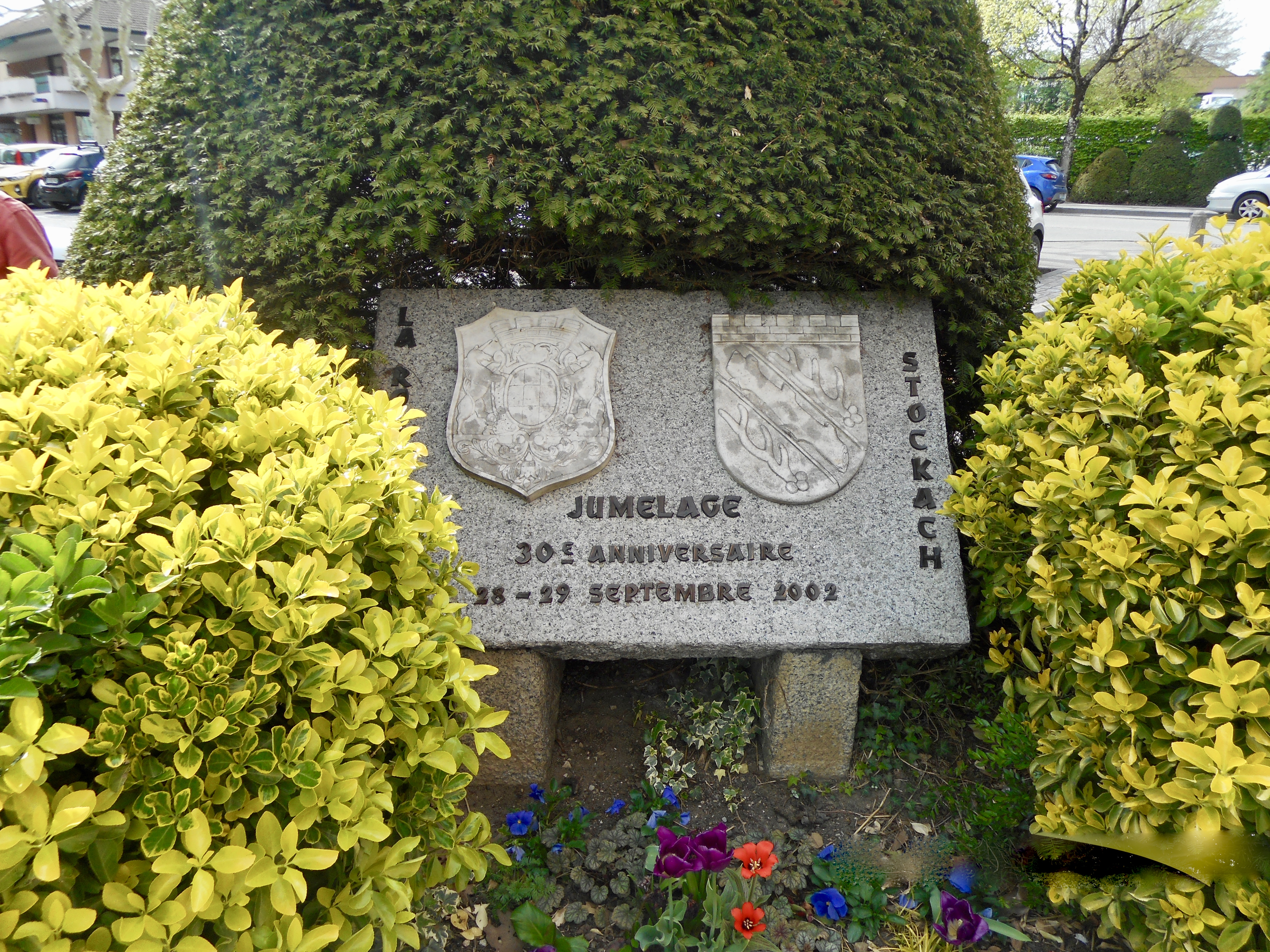
Plaque commémorative de jumelage La Roche-sur-Foron - Stockach, 2002.

La commune possède un jumelage avec  La Roche-sur-Foron (France) depuis 1973.